# قائمة الجينومات العتيقة المتسلسلة
تحتوي هذه القائمة من الجينومات العتيقة المتسلسلةlist of sequenced archaeal genomes) على كل العتائق المعروفة التي لديها تسلسلات جينومية كاملة متاحة للعامة و التي تم تجميعها وشرحها وإيداعها في قواعد بيانات عامة. كانت ميثانوكوكوس جاناشي(Methanococcus jannaschii) أول كائنات عتيقة تم تسلسل جينومها في عام 1996. 
يوجد حاليًا في هذه القائمة 39 جينومًا تنتمي إلى أنواع العتائق المصدرية(Crenarchaeota)، و105 تنتمي إلى العتائق العريضة( (Euryarchaeota، وجينوم واحد ينتمي إلى العتائق الشابة(Korarchaeota) وإلى الصغروية(Nanoarchaeota)، و3 تنتمي إلى العتائق العجيبة(Thaumarchaeota )وجينوم واحد ينتمي إلى العتائق غير المصنفة، بإجمالي 150 جينومًا من عتيقا.

## العتائق المصدرية

### حمضيات
| صِنف                    | السلاسل | أزواج القاعدة | الجينات | مرجع  | معرف بنك الجينات | سنة النشر |
| ---------------------- | ------- | ------------- | ------- | ----- | ---------------- | --------- |
| أسيديلوبس ساكاروفورانس | 345-15  | 1,496,000     | 1,547   | [ 2 ] | CP001742         | 2010      |

### Desulforococcales
| نوع (تصنيف)                   | السلسلة           | أزواج القاعدة | الجينات | الإحالة | معرف الجينبنك                       | سنة النشر |
| ----------------------------- | ----------------- | ------------- | ------- | ------- | ----------------------------------- | --------- |
| Aeropyrum pernix              | K1                | 1,669,695     | 2,694   | [ 3 ]   | NC_000854 (NCBI Reference Sequence) | 1999      |
| Desulfurococcus kamchatkensis | 1221n             | 1,365,000     | 1,521   | [ 4 ]   | CP001140                            | 2009      |
| Hyperthermus butylicus        | DSM 5456          | 1,667,000     | 1,669   | [ 5 ]   | CP000493                            | 2007      |
| Ignicoccus hospitalis         | KIN4/I, DSM 18386 | 1,297,000     | 1,496   | [ 6 ]   | CP000816                            | 2008      |
| Ignisphaera aggregans         | AQ1.S1, DSM 17230 | 1,875,000     | 2,042   | [ 7 ]   | CP002098                            | 2010      |
| Pyrolobus fumarii             | 1A, DSM 11204     | 1,843,000     | 2,038   | [ 8 ]   | CP002838                            | 2011      |
| Staphylothermus hellenicus    | P8, DSM 12710     | 1,580,000     | 1,716   | [ 9 ]   | CP002051                            | 2011      |
| Staphylothermus marinus       | F1, DSM 3639      | 1,570,000     | 1,659   | [ 10 ]  | CP000575                            | 2011      |
| Thermosphaera aggregans       | M11TL, DSM 11486  | 1,316,000     | 1,457   | [ 11 ]  | CP001939                            | 2010      |

### Sulfolobales
| نوع (تصنيف)                              | السلالة   | زوج القواعد | الجينات | الإحالة                    | معرف الجينبنك                                | سنة النشر |
| ---------------------------------------- | --------- | ----------- | ------- | -------------------------- | -------------------------------------------- | --------- |
| Acidianus hospitalisاسيديانوس هوسبيطالية | W1        | 2,137,000   | 2,424   | [ 12 ]                     | CP002535                                     | 2011      |
| Metallosphaera cuprina                   | Ar-4      | 1,840,000   | 2,077   | [ 13 ]                     | CP002656                                     | 2011      |
| Metallosphaera sedula                    | DSM 5348  | 2,191,000   | 2,347   | [ 14 ]                     | CP000682                                     | 2008      |
| Sulfolobus acidocaldarius                | DSM 639   | 2,225,959   | 2,223   | [ 15 ]                     | CP000077                                     | 2005      |
| Sulfolobus islandicus                    | HVE10/4   | 2,655,000   |         | [ 16 ]                     | CP002426                                     | 2011      |
| Sulfolobus islandicus                    | L.D.8.5   | 2,722,000   | 2,996   | [ 17 ]                     | Chromosome CP001731 Plasmid pLD8501 CP001732 | 2009      |
| Sulfolobus islandicus                    | L.S.2.15  | 2,736,000   | 3,068   | [ 17 ]                     | CP001399                                     | 2009      |
| Sulfolobus islandicus                    | M.14.25   | 2,608,000   | 2,900   | [ 17 ]                     | CP001400                                     | 2009      |
| Sulfolobus islandicus                    | M.16.27   | 2,692,000   | 2,956   | [ 17 ]                     | CP001401                                     | 2009      |
| Sulfolobus islandicus                    | M.16.4    | 2,586,000   | 2,869   | [ 17 ]                     | CP001402                                     | 2009      |
| Sulfolobus islandicus                    | REY15A    | 2,522,000   |         | [ 16 ]                     | CP002425                                     | 2011      |
| Sulfolobus islandicus                    | Y.G.57.14 | 2,702,000   | 3,079   | [ 17 ]                     | CP001403                                     | 2009      |
| Sulfolobus islandicus                    | Y.N.15.51 | 2,812,000   | 3,318   | [ 17 ]                     | Chromosome CP001404 Plasmid pYN01 CP001405   | 2009      |
| Sulfolobus islandicus                    | LAL14/1   | 2,465,177   | 2,601   | [ 18 ]                     | CP003928                                     | 2013      |
| Sulfolobus solfataricus                  | P2        | 2,992,245   | 2,995   | [ 19 ]                     | AE006641                                     | 2001      |
| Sulfolobus solfataricus                  | 98/2      | 2,668,000   | 2,728   | DOE Joint Genome Institute | CP001800                                     | 2009      |
| Sulfolobus tokodaii                      | 7         | 2,694,765   | 2,826   | [ 20 ]                     | BA000023                                     | 2001      |

## العتائق العريضة

### أركيوجلوبي
| صِنف                  | السلاسل                                               | أزواج القاعدة | الجينات | مرجع                                      | معرف الجينبنك                                         | سنة النشر |
| -------------------- | ----------------------------------------------------- | ------------- | ------- | ----------------------------------------- | ----------------------------------------------------- | --------- |
| أركيوجلوبس فولجيدوس  | الدليل التشخيصي والإحصائي للاضطرابات العقلية رقم 4304 | 2,178,400     | 2,407   | [ 21 ]                                    | ايه اي 000782                                         | 1997      |
| أركيوجلوبس فينيفيكوس | SNP6، DSM 11195                                       | 1,901,000     | 2,194   | معهد الجينوم المشترك التابع لوزارة الطاقة | CP002588                                              | 2011      |
| أركيوجلوبس العميق    | أف18، دي إس إم 5631                                   | 1,563,000     | 1,911   | [ 22 ]                                    | الكروموسوم CP001857 </br> البلازميد pArcpr01 CP001858 | 2010      |
| فيروجلوبس بلاسيدوس   | AEDII12DO، DSM 10642                                  | 2,196,000     | 2,622   | [ 23 ]                                    | CP001899                                              | 2011      |

### الميثانوبيرى
| صِنف                 | أَضْنَى      | أزواج القاعدة | الجينات | مرجع   | معرف GenBank  | سنة النشر |
| ------------------- | --------- | ------------- | ------- | ------ | ------------- | --------- |
| ميثانوبيرس كاندليري | ايه في 19 | 1,694,969     | 1,691   | [ 24 ] | ايه اي 009439 | 2002      |

### ثيرموبلازما
| صِنف                         | أَضْنَى                                           | أزواج القاعدة | الجينات | مرجع   | معرف GenBank                 | سنة النشر |
| --------------------------- | ---------------------------------------------- | ------------- | ------- | ------ | ---------------------------- | --------- |
| حمض الفيروبلازما            | فير1                                           | 1,865,000     | 1,742   | [ 25 ] | AABC00000000                 | 2007      |
| بيكروفيلوس توريدوس          | الدليل التشخيصي والإحصائي للأمراض النفسية 9790 | 1,545,895     | 1,535   | [ 26 ] | AE017261                     | 2004      |
| ثيرموبلازما أسيدوفيلوم      | الدليل التشخيصي والإحصائي للأمراض العقلية 1728 | 1,564,906     | 1,478   | [ 27 ] | NC_002578 (تسلسل مرجعي NCBI) | 2000      |
| البلازما الحرارية البركانية | جي اس اس 1                                     | 1,584,804     | 1,526   | [ 28 ] | NC_002689 (تسلسل مرجعي NCBI) | 2000      |

### العتائق العريضة غير المصنفة
| صِنف         | أَضْنَى | أزواج القاعدة | الجينات | مرجع                                      | معرف GenBank | سنة النشر |
| ----------- | ---- | ------------- | ------- | ----------------------------------------- | ------------ | --------- |
| حمض البونيه | ت469 | 1,486,000     | 1,587   | معهد الجينوم المشترك التابع لوزارة الطاقة | CP001941     | 2010      |

## العتائق الشابة
| صِنف                                | أالسلاسل   | أزواج القاعدة | الجينات | مرجع   | معرف الجينبنك | سنة النشر |
| ---------------------------------- | ---------- | ------------- | ------- | ------ | ------------- | --------- |
| Candidatus Korarchaeum cryptofilum | أو بي إف 8 | 1,590,000     | 1,661   | [ 29 ] | CP000968      | 2008      |

## العتائق الصغروية
| صِنف                  | السلاسل | أزواج القاعدة | الجينات | مرجع   | معرف الجينبنك | سنة النشر |
| -------------------- | ------- | ------------- | ------- | ------ | ------------- | --------- |
| نانوآركيوم إيكويتانس | كين4-M  | 490,885       | 536     | [ 30 ] | AE017199      | 2003      |

## العتائق العجيبة

### سينارخياليس
| صِنف                  | السلاسل | أزواج القاعدة | الجينات | مرجع   | معرف الجينبنك | سنة النشر |
| -------------------- | ------- | ------------- | ------- | ------ | ------------- | --------- |
| سيناركايوم سيمبيوسوم | أ       | 2,045,000     | 2,066   | [ 31 ] | رقم DP000238  | 2006      |

### نيتروسوبوميلاس
| صِنف                               | السلاسل    | أزواج القاعدة | الجينات | مرجع   | معرف الجينبنك     | سنة النشر |
| --------------------------------- | ---------- | ------------- | ------- | ------ | ----------------- | --------- |
| Candidatus Nitrosoarchaeum limnia | إس إف بي 1 | 1,769,000     | 2,171   | [ 32 ] | جنيه مصري00000000 | 2011      |
| نيتروسوبوميلوس ماريتيموس          | سكم1       | 1,645,000     | 1,842   | [ 33 ] | CP000866          | 2010      |

## العتائق غير المصنفة
| صِنف                             | السلاسل | أزواج القاعدة | الجينات | مرجع      | معرف الجينبنك | سنة النشر |
| ------------------------------- | ------- | ------------- | ------- | --------- | ------------- | --------- |
| العتائق المحبة للملوحة دي ال 31 |         |               |         | غير منشور | CP002988      | 2011      |